# Anthurium regale
Anthurium regale är en kallaväxtart som beskrevs av Jean Jules Linden. Anthurium regale ingår i släktet Anthurium och familjen kallaväxter. Inga underarter finns listade.